# Ардханарі

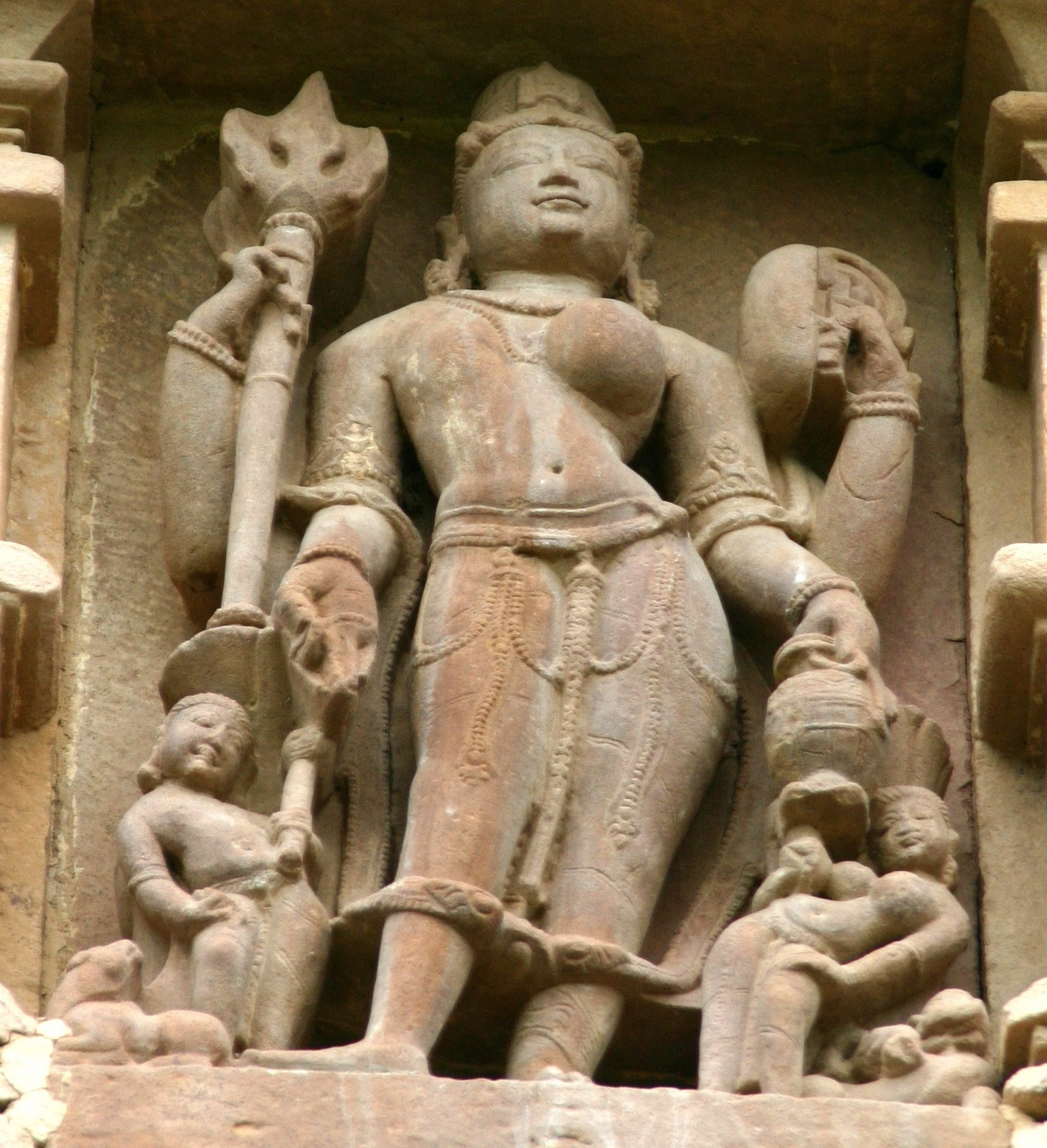
Скульптура Ардханарі. Кхаджурахо, Мадг'я-Прадеш, Індія, Х ст.

Ардханарі, Ардханарішвара (санскр. अर्धनारीश्वर, Ardhanārīśvara IAST) — андрогінне індуїстське божество, об'єднана форма божества Шиви та його дружини богині Парваті (також відомої під іменами Деві, Шакті та Ума). Зображується як наполовину чоловік — наполовину жінка. Як правило, права сторона божества зображується як Шива, а ліва - як Парваті. Міфологія Ардханарішвари викладена в Пуранах.
Витоки божества Ардханарішвари слід шукати у гермафродитних постатях давньоіндійської та давньогрецької культур. Найраніші зображення Ардханарішвари датуються періодом Кушанського царства. Іконографія Ардханарішвари поступово розвивалася і досягла свого розквіту в період Гуптів. Хоча Ардханарішвара продовжує залишатися однією з популярних іконографічних форм у релігійному мистецтві Шиваїта, існує дуже мало храмів, присвячених цьому божеству.
Ардханарішвара уособлює синтез чоловічої та жіночої енергій всесвіту (Пуруші та Пракрити) і показує, як чоловіча форма Бога – Шива, невіддільна від жіночої форми – Шакті, і навпаки. Єднання цих двох форм проголошується коренем всього світобудови. Згідно з іншим трактуванням, Ардханарішвар символізує всепроникну природу Шиви.